# Juan Pablo de Carrión
Juan Pablo de Carrión (Carrión de los Condes, Palencia, 1513-post. 1582) fue un capitán español que sirvió en la Armada Española.

## Biografía
Juan Pablo de Carrión nació en 1513 en Carrión de los Condes, Palencia, un hidalgo español. Fue hermano de Andrés Cauchela, tesorero natural de Valladolid, hijo de Micer Augustín Cauchela.
En 1543 participó en la expedición de Ruy López de Villalobos a las Filipinas. La expedición fue un fracaso y él fue uno de los pocos supervivientes.
Tras la expedición regresó a España donde sirvió como tesorero del arzobispo de Toledo Juan Martínez Silíceo. En 1559 contrajo matrimonio con María Salcedo y Sotomayor.
En la década de 1560, Luis de Velasco, virrey de Nueva España, que también era originario de la localidad de Carrión de los Condes, le da comisión en el astillero de Puerto Navidad, desde donde se hizo el primer viaje del Galeón de Manila, que unía comercialmente la Nueva España con Filipinas, y donde se construyó la nao San Pedro en 1564, el primer barco que se dirigió a Filipinas desde México y regresó en el llamado «tornaviaje». Colaboró con Andrés de Urdaneta en la organización de esa expedición pero finalmente no viajó en ella por desavenencias con él.
Se instaló en Colima, Nueva España, y en 1566 contrajo matrimonio con Leonor Suárez de Figueroa, por lo que fue acusado de bigamia y de judaizante. Por estas acusaciones vio sus bienes embargados y debió viajar a España para defenderse de las mismas.
En 1573 realizó una petición a Felipe II para que le nombrase «almirante del mar del Sur y el mar de la China» en el caso de que encontrase un paso entre China y Nueva España. Los dominios españoles pretendían extenderse al norte incluyendo la costa del océano Pacífico hasta Alaska. Él alegaba que algunos cosmógrafos avisaban de que realmente existía ese paso entre China y Nueva España. Se desconoce si le fue concedido ese permiso, pero sí se sabe que en 1577 zarpó rumbo a las Filipinas como «general de Armada».
En 1582, a la edad de 69 años, le fue encargada la misión, como capitán, de expulsar a los piratas japoneses de la isla de Luzón, en Filipinas, combate que libró de manera exitosa con solamente siete barcos bien armados y dirigidos en los Combates de Cagayán.

## En la cultura popular
En 2016, el guionista Ángel Miranda y el dibujante Juan Aguilera publicaron mediante micromecenazgo el cómic Espadas del fin del mundo, que narra las batallas contra los piratas japoneses desde el punto de vista de Juan Pablo de Carrión.
En 2019 el cómic Deshechos históricos dedica una viñeta a estas batallas en el capítulo de los tercios españoles.
El joven escritor Héctor J. Castro Nacido en Ferrol, profesor de lengua inglesa, redactor en El Reto Histórico y novelista, su pasión por la historia le ha llevado también al modelismo de escenas bélicas, en el que ha conseguido varios premios de pintura y escenografía.
En 2021 presenta el libro Sol de Sangre, donde a través de los ojos de Juan Pablo de Carrión nos hace aventurarnos en los mares de Filipinas, una batalla sin cuartel contra los piratas japoneses comandados por Tay Fusa, los cuales ponían en peligro el comercio del imperio español en esa zona, una novela escrita en segunda persona, que te hará protagonista desde el primer capítulo.
Entre 2012 y 2016 escribe la trilogía de El Siglo de Acero, en honor a su tema favorito: el siglo XVI y los Tercios Españoles, iniciándose así en el mundo literario.
En 2021, el escritor Santiago Blasco publica El amigo del rey, novela biográfica que narra la vida aventurera e indómita de este hidalgo castellano, presentado como el único amigo de Felipe II.